# 刀鋒戰士2
是一部2002年上映的美國超級英雄电影，改编自漫威漫畫的《幽靈刺客》。本片是第一部電影的續集，以及是「刀鋒戰士系列電影」的第二部作品，下一部是《刀鋒戰士3》。本片由吉勒摩·戴托羅執導，大衛·S·高耶編劇，他也為第一部電影編劇本。韋斯利·史納斯回歸飾演主角和監製。
半人半吸血鬼的『刀鋒戰士』，他一心想要找出對他下詛咒的人並一雪深仇大恨，同時他也肩負起拯救人類免於被吸血鬼血腥大殺戮的重責大任。

## 劇情
身為半人半吸血鬼的「刀鋒戰士」艾力·布魯克一心想要找出對他下詛咒的吸血鬼並一雪深仇大恨，同時他也肩負起拯救人類免於被吸血鬼血腥大殺戮的重責大任。
但是當深夜來臨，最令人害怕的不再是吸血鬼，因為連吸血鬼都會慘遭毒手，原來有一種因為被病毒感染而形成更邪惡、威力更強大的新型異種，他們專門對付吸血鬼，因為他們的出現使得這個世界更血腥更黑暗。
於是「刀鋒戰士」被吸血鬼之王征召去對付這群變種異形，因此他必須招集一隊火力完善很具殺傷力的人馬才能跟他們正面交鋒，但是這群異形吸血鬼不僅成倍數成長，同時他們完全不怕刀槍，打不死也傷不了他們，他們唯一的致命傷就是見光死，而異形吸血鬼卻是處心積慮的要統治所有的人類和吸血鬼成為他們的族群。
原本和吸血鬼誓不兩立的「刀鋒戰士」為了不讓人類淪入這個恐怖的黑暗世界，他也只好和吸血鬼聯手打擊這些新型異種，面對這樣的強敵，『刀鋒戰士』要如何解決這個前所未有的危機呢？
在宇宙的另一頭，黑暗的守門人即將登場

## 演員
- 韋斯利·史納斯 飾 艾域·布魯克 / 幽靈刺客——半吸血鬼，日行者。有著吸血鬼的優點，不怕陽光、大蒜和銀製品，但有著吸血鬼的嗜血性。
- 克里斯·克里斯托佛森 飾 亞伯拉罕·惠斯勒（英语：Abraham Whistler）——刀鋒的師傅，曾救過刀鋒，並訓練他為吸血鬼獵人，還是刀鋒的武器鍛造師。
- 朗·柏曼 飾 雷哈特
- 蕾奧娜·華莉拉（英语：Leonor Varela） 飾 妮莎·大馬基諾斯——「血衛隊」成員之一，大馬基諾斯家的女兒。
- 諾曼·李杜斯 飾 「飛毛腿」——刀鋒的武器鍛造師，曾被刀鋒救過。實際上是大馬基諾斯的成員
- 湯瑪斯·柯瑞奇曼 飾 李·大馬基諾斯——大馬基諾斯家的老大，妮莎和諾瑪的父親。
- 路克·高斯 飾 諾瑪·大馬基諾斯——Reaper 的帶原者，是基因改造後的失敗品，想找李報仇。
- 麥特·蘇茲 飾 Chupa
- 丹尼·約翰-朱爾斯（英语：Danny John-Jules） 飾 Asad
- 甄子丹 飾 「雪人」——「血衛隊」成員之一。
- 卡瑞爾·羅登 飾 Karel Kounen
- 瑪麗特·維勒·凱爾（英语：Marit Velle Kile） 飾 Verlaine
- 戴茲·克勞福特（Daz Crawford） 飾 Lighthammer
- 托尼·庫蘭 飾 Priest
- 桑提雅哥·瑟古拉（英语：Santiago Segura） 飾 Rush

## 製作
主體拍攝於2001年3月12日開始，於布拉格進行製作，2001年7月底至8月初結束。

## 迴響

### 專業評價
爛番茄網站上對這部電影的新鮮度為57%，在146條專業評論中，83條專業評論贊同，63條專業評論反對，平均分為5.94/10 ，觀眾的評價則是68%，獲得褒貶不一的口碑。

### 票房
本片在美國上映第一週就以3300萬美金拿下當週的票房冠軍。

## 外部連結
- 官方网站 （页面存档备份，存于）（英文）
- 互联网电影数据库（IMDb）上《刀鋒戰士2》的资料（英文）
- AllMovie上《刀鋒戰士2》的资料（英文）
- Box Office Mojo上《刀鋒戰士2》的資料（英文）
- 爛番茄上《刀鋒戰士2》的資料（英文）
- Metacritic上《刀鋒戰士2》的資料（英文）